# Todo es mentira
Todo es mentira es una película española de 1994 escrita y dirigida por Álvaro Fernández Armero.

## Sinopsis
Pablo (Coque Malla) lo odia todo hasta que Lucía (Penélope Cruz) entra en su vida, es la mujer de sus sueños y la solución a todos sus problemas. Pero Lucía, con su carácter manipulador, no es más que la vuelta de rosca para que Pablo explote. Nadie está convencido de que Pablo y Lucía son la pareja ideal, ni siquiera los amigos de Pablo... que también viven todos emparejados y con problemas. Entre Ariel (Jordi Mollá) y Lola (Christina Rosenvinge) existe una rivalidad profesional que no saben cómo solucionar. Claudio (Gustavo Salmerón) vive con Natalia (Irene Bau) y a ninguno de los dos les gusta; lo malo entre Alejandro (Fernando Colomo) y Beatriz (Mónica López) es la diferencia de edad que los separa. Nadie está contento con su pareja, pero todos dejarán que las cosas sigan como están, quizá por compromiso, quizá por pereza.

## Reparto
| Intérprete             | Personaje      |
| ---------------------- | -------------- |
| Penélope Cruz          | Lucía          |
| Coque Malla            | Pablo          |
| Jordi Mollá            | Ariel          |
| Gustavo Salmerón       | Claudio        |
| Irene Bau              | Natalia        |
| Fernando Colomo        | Alejandro      |
| Mónica López           | Beatriz        |
| Christina Rosenvinge   | Lola           |
| Ariadna Gil            | La Sucia       |
| Patricia García Méndez | Alicia         |
| Javier Manrique        | Gonzalo        |
| Amparo Valle           | Madre de Lucía |
| Saturnino García       | Padre de Lucía |
| José Luis Gil          | Raimundo       |
| Santiago Segura        | Vendedor       |
| Luis Martín            | Portero        |
| José María Sacristán   | Gordo          |
| Agustín Bescós         | Hombre Mayor   |
| Mario Sociloto         |                |

## Producción
En 1994 participó en la sección oficial del Festival de Cine de San Sebastián.
La película es el inicio del ciclo sobre las relaciones de pareja que sigue con Nada en la nevera de (1998) y termina con El juego de la verdad de 2004.

## Distribución
Después de su estreno en cines, la película se editó en formato VHS bajo el sello de Columbia Tristar pero no está editada en DVD o Blu-Ray en España:

"Los productores se separaron, y Todo es mentira le tocó a un productor que no vive en España hace muchos años. La película, simplemente, se quedo huérfana, nadie la siguió moviendo y yo no tengo los derechos. Una pena".
Álvaro Fernández Armero (La ficha rosa del trivial).

"Carlos Vasallo, uno de los productores de la película, la tiene en su poder y no tiene ningún interés en que pueda o no estar editada en España. Ni haciendo el favor. no terminó bien su relación con la producción, con el reparto de títulos Todo es mentira terminó en su poder. Agarró todo su catálogo de producciones españolas y mexicanas y se largó a Miami con él. No conseguí nada después de intentarlo en muchos encuentros. Se la pidieron de Tve para Historia de nuestro cine el verano pasado, pero pasó una cosa horrible. La película está en un Betacam del año 94 que nunca se ha retocado, y los formatos van despedazándose quieras o no. Y eso fue lo que envió. Una calidad ínfima que casi no se emite. Apenas se escuchaba nada. No me llegó demasiado feedback, pero supongo que la gente que la vio se sabe los diálogos de memoria y no le importó. Es una película maldita y tengo que vivir con ello. No está y punto. El destino o la mala suerte ha querido que sea así y ya lo he asumido. Tal vez eso lo haga más de culto”.
Álvaro Fernández Armero (Espinof).

Todo es mentira tiene una edición griega en DVD con el título Life's a bitch editada por la distribuidora Promo.

## Premios y nominaciones
- Premio a la mejor actriz (Penélope Cruz) en el Festival Internacional de Cinema de Comedia de Peniscola|Festival Internacional de Cinema de Comèdia de Peníscola de  1995.
- Premio del público en el Festival de Puerto Rico 1995.
- Nominado al mejor actor revelación (Coque Malla) en la IX edición de los Premios Goya de 1995.
- Nominado a la mejor dirección novel (Álvaro Fernández Armero) en la IX edición de los Premios Goya de 1995.

## Adaptación teatral
En 2016 se estrenó en el Teatro Lara de Madrid la versión teatral de la película dirigida por Quino Falero y protagonizada por Tamar Novas y Manuela Velasco.